# Andreas Flade
Andreas Flade (* 1950 in Zwickau) ist ein evangelisch-lutherischer Geistlicher in Mecklenburg.

## Leben
Andreas Flade, Sohn eines Pfarrers im sächsischen Zwickau, erlernte neben dem Abitur an der Dresdner Kreuzschule den Beruf des Drehers. Anschließend studierte er an der Universität Rostock Evangelische Theologie. Nach dem Vikariat in Malchow (Müritz-Kreis) wurde er 1976 Gemeindepastor in Bützow (Kreis Güstrow). Im März 1989 wurde er zum mecklenburgischen Oberkirchenrat berufen. Ein Jahr später berief ihn der damalige mecklenburgische Landesbischof Christoph Stier zu seinem Stellvertreter.
Mit dem Ruhestand von Eckart Schwerin wurde Flade 2002 dessen Nachfolger als amtierender Präsident des Oberkirchenrats. Die Stelle des Verwaltungschefs der mecklenburgischen Landeskirche, traditionell ein Jurist, wurde seit dem Beginn der Auseinandersetzungen mit dem damaligen Präsidenten Menno Aden 1996 durch ein anderes Mitglied des Oberkirchenrats verwaltet. Außerdem war Flade als Dezernent zuständig für die Bereiche Stellenplanung und Strukturfragen, Gottesdienst und Kirchenmusik, Mission und Ökumene, Medien- und Öffentlichkeitsarbeit sowie Archiv- und Bibliothekswesen. Nach Gründung der Nordkirche übernahm er im Juni 2012 das Dezernat Mission, Ökumene, Diakonie im Landeskirchenamt in Kiel und wurde zum Theologischen Vizepräsidenten ernannt. 2016 ging er in den Ruhestand.
Andreas Flade ist verheiratet und Vater von zwei Töchtern. Er steht für ein übernationales Christentum und ein Miteinander der Religionen.